# Новий Сьвят (Куявсько-Поморське воєводство)
Новий Сьвят (пол. Nowy Świat) — село в Польщі, у гміні Ґужно Бродницького повіту Куявсько-Поморського воєводства.
Населення — 17 осіб (2011).
У 1975-1998 роках село належало до Торунського воєводства.

## Демографія
Демографічна структура станом на 31 березня 2011 року:
|          | Загалом | Допрацездатний вік | Працездатний вік | Постпрацездатний вік |
| -------- | ------- | ------------------ | ---------------- | -------------------- |
| Чоловіки | 8       | 0                  | 6                | 2                    |
| Жінки    | 9       | 0                  | 7                | 2                    |
| Разом    | 17      | 0                  | 13               | 4                    |